# Ефекат лептира (физика)
Ефекат лептира је термин кориштен у теорији хаоса, који описује како мале варијације могу да утичу на огромне и комплексне системе као што је време.
Едвард Лоренс је први вршио експерименте везане за хаос. Он је 1961. године користио нумерички рачунарски модел да поново обави временску прогнозу. Уместо оригиналних .506127, укуцао је .506 мислећи да ће добити приближан резултат, међутим рачунар је избацио резултат који није био ни близу оригиналном. Установљено је да чак и фактори који су до тада сматрани неважним могу да утичу на време које ће након неколико седмица захватити други крај света. Метафора која се употребљава за те неважне факторе је „махање крила лептира“ па је због тога ова појава добила име „ефекат лептира“.
Идеју да мали узроци могу имати велике ефекте генерално и специфично у временским приликама су раније препознали француски математичар и инжењер Анри Поенкаре и амерички математичар и филозоф Норберт Винер. Рад Едварда Лоренса је поставио концепт нестабилности Земљине атмосфере на квантитативну основу и повезао концепт нестабилности са својствима великих класа динамичких система који су подложни нелинеарној динамици и детерминистичком хаосу. Ефекат лептира се такође може демонстрирати помоћу веома једноставних система.

## Нумерички модели
Едвард Лоренс је био један од првих који је развио нумеричке моделе атмосфере и за временску прогнозу користио рачунаре. Доказао је унутрашњу немогућност дугорочних прогноза времена и помагао да се заснује проучавање хаоса. Хаос је дефинисан као неправилно, непредвидљиво понашање детерминистичких нелинеарних динамичких система.
Лоренс је приметио да мале разлике у почетним условима његових нумеричких модела атмосфере могу, након
релативно кратког времена, да доведу до радикално различитих исхода. Схватио је да су диференцијалне једначине које се користе у опису понашања атмосфере, будући детермистичке, такође веома зависне од почетних услова и да се тиме употребљивост практичких временских прогноза, ограничава на око једну седмицу.

## Лоренсов атрактор
Но како то бива, његово популарно тумачење које се своди на баналну свеопшту повезаност јесте неодговарајуће, а понекад и потпуно бесмислено. Заправо, овај ефекат, уз илустративан пример лептирових крила, говори о осетљивости динамичких система са повратном спрегом (динамички систем је сваки систем чије се стање са временом мења). Такви системи током свог кретања прелазе у стање хаоса чак и ако су услови пре почетка кретања мало другачији. Ефекат лептира најбоље одликује климатске системе на Земљи, који су изузетно осетљиви на почетне услове.
Лоренс је наставио да истражује друге примере хаотичног понашања, утврдивши да чак и врло прости детерминистички системи могу показивати хаотично понашање. Да би илустровао хаотичну динамику таквих система, Лоренс је моделирао такозвани „Лоренсов атрактор“, тродимензионалну криву у којој положај тачке представља покрет динамичког система у фазном простору. Крива показује како кретање система непериодично осцилује у устаљеном положају.

## Пре и после открића „Ефекта лептира“
Годинама се претпостављало да је динамика свих система инхерентно прорачунљива, чак и онда када су неки од њих тако компликовани да превазилазе нашу способност прорачуна. Ипак насупрот овоме има много природних система за чије кретање се испостави да су инхерентно хаотични. Први пример оваквог система било је време, то јест једначине коришћене за његово моделирање. Ове једначине се некада не уклапају у устаљено стање већ непрекидно варирају наочигледно случајан начин. Едвард Лоренс је такође показао да оне приказују екстремну зависност од својих почетних услова, фактор који дугорочну временску прогнозу чини практично немогућом.
Након овог примера препознати су бројни други хаотични системи у осталим наукама.
На овој скали, приказаној на слици, то се не види добро, али каскада удвостручавања се одвија у бесконачност, све до вредности r=3,5699.. која представља тачку акумулације - ту се каскада удвајања завршава са бесконачно много тачака, од којих је свака стабилно коначно решење. Занимљиво да је скуп ових тачака фрактални, па и дакле атрактор више није тачка, или две тачке, или 512 тачака, већ бесконачни скуп фракталне димензије. Атрактор фракталне димензије се зове „чудни атрактор“ (strange attractor), а за динамички систем чији је атрактор фракталан (чудни), се дефинише као хаотичан. У тачки акумулације није могуће више предвидети које је коначно решење, и такво стање се зове хаос.
"Махање крила лептира“ је остало константа у свакој претпоставци, док је локација „лептира“ и места на којем ће се осетити последице „махања“ променљива.

## У физичким системима

### Метереологија
Ефекат лептира је најпознатији у погледу временских прилика; лако се може демонстрирати на пример у стандардним моделима за предвиђање времена. Климатски научници Џејмс Анан и Вилијам Коноли објашњавају да је хаос важан у развоју метода предвиђања времена; модели су осетљиви на почетне услове. Они додају упозорење: „Наравно да постојање непознатог лептира који маше крилима нема директног утицаја на временску прогнозу, јер ће бити потребно превише времена да тако мала пертурбација нарасте до значајне величине, а ми имамо још много непосредних неизвесности о којима треба бринути. Дакле, директан утицај овог феномена на временску прогнозу је често донекле погрешан." Две врсте ефеката лептира, укључујући осетљиву зависност од почетних услова, и способност мале пертурбације да се ствара организована циркулација на великим удаљеностима, нису потпуно исти. Документовано је поређење две врсте ефеката лептира и треће врсте ефекта лептира. У недавним студијама, објављено је да су и метеоролошки и неметеоролошки линеарни модели показали да нестабилност игра улогу у стварању ефекта лептира, који се карактерише кратким, али значајним експоненцијалним растом који је резултат малог поремећаја.
Откривајући коегзистирајуће хаотичне и нехаотичне атракторе унутар Лоренцових модела, Шен и његове колеге су предложили ревидирани став да „временске прилике поседују хаос и ред“, за разлику од конвенционалног гледишта „време је хаотично“. Као резултат тога, осетљива зависност од почетних услова (SDIC) се не појављује увек. Наиме, SDIC се појављује када две орбите (тј. решења) постану хаотични атрактор; не појављује се када се две орбите крећу ка истом тачкастом атрактору. Горња анимација за кретање двоструког клатна пружа аналогију. За велике углове замаха, кретање клатна је често хаотично. Поређења ради, за мале углове замаха, покрети су нехаотични.
Мултистабилност је дефинисана када систем (нпр. систем двоструког клатна) садржи више од једног ограниченог атрактора који зависи само од почетних услова. Мултистабилност је илустрована коришћењем кајака на слици са десне стране (тј. Слика 1 у) где појава јаких струја и стагнирајуће области сугерише нестабилност, односно локалну стабилност. Као резултат тога, када се два кајака крећу дуж јаких струја, њихове путање приказују SDIC. С друге стране, када се два кајака крећу у стагнирајућу област, они постају заробљени, не показујући типичан SDIC (иако може доћи до хаотичног пролазног стања). Такве карактеристике SDIC-а или без SDIC-а сугеришу два типа решења и илуструју природу мултистабилности.
Узимајући у обзир променљиву мултистабилност која је повезана са модулацијом процеса великих размера (нпр. сезонско форсирање) и агрегираних повратних информација о малим процесима (нпр. конвекција), горњи ревидирани поглед је рафиниран на следећи начин:
„Атмосфера поседује хаос и ред; то укључује, као примере, нове организоване системе (као што су торнада) и временско променљиво одступање од периодичних сезона.”